# Anthurium albovirescens
Anthurium albovirescens är en kallaväxtart som beskrevs av Luis Aloysius, Luigi Sodiro. Anthurium albovirescens ingår i släktet Anthurium och familjen kallaväxter. Inga underarter finns listade.